# Коронавірусна хвороба 2019 на Британських Віргінських Островах
Епідемія коронавірусної хвороби 2019 на Британських Віргінських островах — це поширення пандемії коронавірусної хвороби 2019 на територію Британських Віргінських Островів. Перший випадок хвороби на цій британській заморській території зареєстровано 25 березня 2020 року.

## Хронологія
25 березня на Британських Віргінських Островах підтверджено перші два випадки коронавірусної хвороби. Одним із хворих був 56-річний мешканець островів, який повернувся з Європи 15 березня. Другим хворим був 32-річний мешканець островів, який нещодавно повернувся з Нью-Йорка, де контактував з особою, у якої 8 березня підтверджено позитивний тест на COVID-19.
9 квітня на Британських Віргінських Островах запроваджено локдаун.
18 квітня на островах зареєстровано першу смерть від коронавірусної хвороби. 27 квітня міністр охорони здоров'я островів Карвін Малоун повідомив, що острови купуватиме медичні вироби за межами США після того, як американська митниця вилучила медичні засоби для боротьби з поширенням COVID-19 на суму 12 тисяч доларів. Цей вантаж був відпущений 16 квітня.
19 квітня локдаун на островах був продовжений на 7 днів.
30 квітня уряд оголосив програму забезпечення продуктами харчування малозабезпечених сімей.
7 травня 2020 року повідомлено, що ВООЗ класифікувала Британські Віргінські Острови як країну, в якій є лише спорадичні випадки коронавірусної хвороби.
8 травня на території островів зареєстрований восьмий випадок хвороби, найвищий показник на той день.
26 травня органи охорони здоров'я островів повідомили, що на території Британських Віргінських Островах не залишилось активних випадків COVID-19, проте попереджено, що боротьба з епідемією ще не закінчена.
30 липня уряд видав черговий наказ про продовження дії комендантської години у зв'язку з епідемією COVID-19 до 13 серпня 2020 року, комендантська година встановлена з полуночі до 6 години ранку.
Після тривалого періоду, протягом якого Британські Віргінські Острови були вільними від COVID-19, 1 серпня повідомлено про виявлення дев'ятого випадку хвороби на островах.
3 серпня уряд видав розпорядження про заборону надання дозволів на роботу іноземцям, які дають можливість особі необмежений час перебувати на території островів.
14 серпня 2020 року уряд скасував комендантську годину, яка діяла протягом 5 місяців.
17 серпня виявлено 2 нових випадки хвороби. Ще 9 нових випадків було виявлено 21 серпня, що змусило уряд відновити комендантську годину. Зростання кількості випадків уряд пояснив тим, що особи, які незаконно прибувають на територію Британських Віргінських Островів із сусідніх Американських Віргінських Островів, уникають обов'язкових карантинних обмежень.
Ще 5 нових випадків хвороби виявлено 25 серпня, і уряд відновив локдаун на території островів. 28 серпня повідомлено про ще 9 нових випадків хвороби, що фактично втричі збільшило загальну кількість випадків лише за кілька днів.
З 2 по 16 вересня Британські Віргінські острови запровадили цілодобову комендантську годину на всій території островів. Тільки працівники служб життєзабезпечення могли не дотримуватися комендантської години. Комендантську годину продовжили до 1 жовтня, включно із забороною на рух суден без дозволу, до цього часу кількість випадків хвороби на островах зросла до 71. Пізніше тривалий час нові випадки хвороби не реєструвалися, частина підприємств і закладів змогли відкритися, включаючи бари; а комендантська година з полуночі до 5 ранку тривала до 22 жовтня.
У листопаді 2020 року на Британських Віргінських Островах зареєстровано 1 новий випадок хвороби, загальна кількість випадків зросла до 72, з яких 1 хворий помер.

## Карантинні заходи
Як і багато країн світу, Британські Віргінські Острови для боротьби з поширенням коронавірусної хвороби ввели обмеження на пересування людей, та обмежили доступ на територію островів з-за кордону та виїзд з них.
Спочатку на островах запроваджено триденний 24-годинний локдаун з 20:00 27 березня до 6:00 2 квітня. Потім його продовжили ще на два тижні з 2 квітня, і потім його продовжили додатково на 7 днів, і остаточно він закінчився 25 квітня через 30 днів. Пізніше його замінили 17-годинною комендантською годиною, і жителі могли залишати свої будинки лише з 6 години ранку до 13 години дня.
10 травня тривала комендантська година замінена на значно зменшену комендантську годину з 19:00 до 6:00. За два дні до закінчення терміну дії комендантську годину було продовжено до 6 червня.
Громадські пляжі були відкриті (з урахуванням обмежень) 10 травня 2020 року.
Кордони Британських Віргінських Островів були закриті до 2 червня 2021 року, але особи, які в'їздили на територію островів, повинні були провести 14 днів у карантині після прибуття.